# Bureau international d'éducation
Pour les articles homonymes, voir BIE.
Le Bureau international d'éducation (BIE) est un centre de l'UNESCO, spécialisé dans le développement des contenus, méthodes et structures d'éducation. Le BIE construit des réseaux permettant le partage des expériences et des compétences, il favorise la coopération régionale et internationale.

## Historique
Le BIE a été fondé à Genève en 1925 sous l’égide de l’Institut Jean-Jacques-Rousseau. C'était alors une initiative privée et essentiellement genevoise. Ses objectifs étaient la centralisation de la documentation relative à l'enseignement, la recherche scientifique dans le domaine de l'éducation, et la coordination des institutions et associations intéressées par l'éducation.
Les principaux fondateurs sont le psychologue Édouard Claparède, Pierre Bovet, qui fut le premier directeur du BIE, et Adolphe Ferrière. Adolphe Ferrière et Elisabeth Rotten furent les premiers directeurs adjoints. Marie Butts était secrétaire générale et Jean-Louis Claparède, le fils d'Édouard, fut nommé secrétaire aux archives. Une somme de 12 000 francs permit le démarrage du BIE, à l'origine un don de la Fondation Rockefeller à l'Institut Jean-Jacques-Rousseau, qui décida de l'affecter à la création du Bureau international d'éducation.

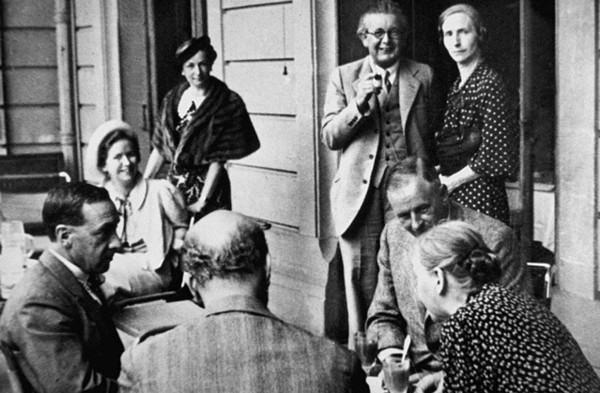
Valentine et Jean Piaget, conférence du BIE, 1932

Un comité directeur accorda son soutien à la jeune organisation, avec des personnalités comme le savant Albert Einstein, ou le directeur général du Bureau international du travail, Albert Thomas. Un autre comité, composé essentiellement de personnalités genevoises, comprenait notamment Robert Dottrens, Émile Jaques-Dalcroze, Jean Piaget, Edmond Privat, Pedro Rosselló et le Dr. Friedrich Zollinger. Le groupe de départ était composé de nombreux membres ou sympathisants de la Société religieuse des Amis (quakers) : Pierre Bovet, Adolphe Ferrière, Elisabeth Rotten, Marie Butts et Edmond Privat.
Les cotisations des 400 membres des premières années ne suffisaient pas à financer l'activité du BIE (on avait espéré un million d'adhérents). En 1929, le BIE s'ouvre aux gouvernements, et devient ainsi la première organisation intergouvernementale dans le domaine de l'éducation. Jean Piaget est alors nommé directeur, il le reste pendant près de quarante ans. Les nouveaux membres sont le Ministère de l'instruction publique de Pologne, le Gouvernement de l'Équateur et le Département de l'instruction publique de la République et Canton de Genève (remplacé par la Confédération suisse après quelques années).
Selon les nouveaux statuts, le but du BIE est « de servir de centre d’information pour tout ce qui touche à l’éducation. S’inspirant de l’esprit de coopération internationale, il observe une neutralité absolue au point de vue national, politique, philosophique et confessionnel. En tant qu’organe de documentation et d’étude, il travaille dans un esprit strictement scientifique et objectif. Ses activités sont de deux ordres : il centralise la documentation relative à l’éducation publique et privée et il s’intéresse aux recherches expérimentales ou statistiques dont les résultats sont portés à la connaissance des éducateurs ».
Un Annuaire international de l'éducation et de l'enseignement est publié dès 1933, sur la base des rapports reçus des ministères de l'Instruction publique. Pendant la Seconde Guerre mondiale, le BIE envoie plus d’un demi-million de livres dans les camps de prisonniers de guerre.
Depuis 1934, le BIE organise la Conférence internationale de l'instruction publique (aujourd'hui Conférence internationale de l'éducation). À partir de 1946, cette conférence est organisée en collaboration avec l'Organisation des Nations unies pour l'éducation, la science et la culture (UNESCO, fondée en 1945). La Conférence adopte, entre 1934 et 1968, 65 recommandations.
Le BIE devient en 1969 partie intégrante de l'UNESCO, son Conseil est alors composé de représentants de 21 États membres (28 en 2007).

## Mandat
Les objectifs principaux du BIE s'articulent autour de quatre axes prioritaires.
- Observer les structures de l'éducation, les contenus et les méthodes
  - Données mondiales de l'éducation, banque de données comparative,
  - RelatED, banque de données sur les bonnes pratiques dans l'éducation pour apprendre à vivre ensemble (anciennement INNODATA 1993-2001),
  - Rapports nationaux sur le développement de l'éducation
  - Médaille Comenius, récompense octroyée à des enseignants et à des chercheurs de l'éducation.
- Promouvoir le dialogue portant sur les politiques de l'éducation :
  - Conférence internationale de l'éducation : la 47e session a eu lieu à Genève en 2004 autour du thème : « Une éducation de qualité pour tous les jeunes : défis, tendances et priorités ».
- Renforcer le domaine du développement des compétences
  - Ateliers de formation sur le développement du curriculum,
  - Réseaux sous-régionaux et régionaux d'information,
  - Service d'information - plate-forme.
- Diffuser l'information
  - Perspectives : revue trimestrielle d'éducation comparée,
  - Information et innovation en éducation, bulletin trimestriel.
  - Autres publications.

## Liste des directeurs
| Identité                   | Période | Période | Durée |
| Identité                   | Début   | Fin     | Durée |
| -------------------------- | ------- | ------- | ----- |
| Pierre Bovet (1878 - 1965) | 1925    | 1929    | 4 ans |
| Yao Ydo (d)                | 2021    |         |       |